# Juho Kuosmanen
Juho Kuosmanen (* 30. September 1979 in Kokkola) ist ein finnischer Filmemacher.

## Leben
Der 1979 in Kokkola an der Westküste Finnlands geborene Juho Kuosmanen schloss 2014 sein Studium an der Filmschule der Aalto University School of Arts, Design and Architecture in Helsinki ab. Sein Abschlussfilm war The Painting Sellers. Sein erster (mittellanger) Spielfilm Taulukauppiaat wurde im Mai 2010 bei den Filmfestspielen in Cannes vorgestellt.
Sein zweiter Spielfilm war Der glücklichste Tag im Leben des Olli Mäki. Hiernach arbeitete Juho Kuosmanen an der Verfilmung von Rosa Liksoms Roman Hytti nro 6. Der Film, mit Seidi Haarla und Juri Borissow in den Hauptrollen, feierte im Juli 2021 bei den Internationalen Filmfestspielen von Cannes seine Premiere.
Der glücklichste Tag im Leben des Olli Mäki wurde von Finnland als Beitrag für die Oscarverleihung 2017 in der Kategorie Bester fremdsprachiger Film eingereicht, Compartment No. 6 für das Jahr 2022 als Bester internationaler Film.

## Filmografie
- 2010: Taulukauppiaat
- 2012: Romu-Mattila ja kaunis nainen (Kurzfilm)
- 2013: Hevoshullu (Kurzfilm)
- 2016: Der glücklichste Tag im Leben des Olli Mäki (Hymyilevä mies)
- 2020: Kakarat (Fernsehserie, 4 Folgen)
- 2021: Abteil Nr. 6 (Hytti nro 6)

## Auszeichnungen
British Independent Film Award
- 2021: Nominierung als Bester internationaler Independent-Film (Abteil Nr. 6)[2]

Europäischer Filmpreis
- 2016: Auszeichnung als Bester Nachwuchsfilm (Der glücklichste Tag im Leben des Olli Mäki)
- 2016: Nominierung für den European University Film Award (Der glücklichste Tag im Leben des Olli Mäki)

Filmfestival Cottbus
- 2021: Auszeichnung mit „Cottbus ins Kino“-Preis (Abteil Nr. 6)
- 2021: Auszeichnung mit dem Publikumspreis (Abteil Nr. 6)[3]

Filmfest München
- 2016: Nominierung für den CineVision Award (Der glücklichste Tag im Leben des Olli Mäki)

Filmpreis des Nordischen Rates
- 2016: Nominierung für den Nordic Council’s Film Prize (Der glücklichste Tag im Leben des Olli Mäki)

Internationale Filmfestspiele von Cannes
- 2008: Nominierung für den Cinefondation Award (Kestomerkitsijät)
- 2010: Auszeichnung mit dem Cinefondation Award (Taulukauppiaat)
- 2016: Auszeichnung mit dem Prix Un Certain Regard (Der glücklichste Tag im Leben des Olli Mäki)
- 2016: Nominierung für die Caméra d’Or (Der glücklichste Tag im Leben des Olli Mäki)
- 2021: Auszeichnung mit dem Großen Preis der Jury (Abteil Nr. 6)
- 2021: Auszeichnung mit dem Preis der Ökumenischen Jury - Special Mention (Abteil Nr. 6)
- 2021: Nominierung für die Goldene Palme (Abteil Nr. 6)
- 2021: Nominierung für die Queer Palm (Abteil Nr. 6)

Jussi
- 2011: Nominierung für die Beste Regie (Taulukauppiaat)
- 2011: Nominierung für die Beste Art Direction (Taulukauppiaat)
- 2017: Auszeichnung für die Beste Regie (Der glücklichste Tag im Leben des Olli Mäki)
- 2017: Nominierung für das Beste Drehbuch (Der glücklichste Tag im Leben des Olli Mäki)
- 2018: Nominierung als Bester Kurzfilm (Salaviinanpolttajat)
- 2022: Auszeichnung für die Beste Regie (Abteil Nr. 6)
- 2022: Auszeichnung für das Beste Drehbuch  (Abteil Nr. 6)[4]

Toronto International Film Festival
- 2016: Nominierung für den Discovery Award (Der glücklichste Tag im Leben des Olli Mäki)

Zurich Film Festival
- 2016: Auszeichnung mit dem Goldenen Auge als Bester internationaler Spielfilm (Der glücklichste Tag im Leben des Olli Mäki)[5]